# Chemaudin et Vaux
Chemaudin et Vaux é uma comuna francesa na região administrativa da Borgonha-Franco-Condado, no departamento de Doubs. Estende-se por uma área de 12.44 km². Em 2010 a comuna tinha 2 014 habitantes (densidade: 161,9 hab./km²).
Foi criada em 1 de janeiro de 2017, a partir da fusão das antigas comunas de Chemaudin (sede da comuna) e Vaux-les-Prés.